# Nemacladus
Nemacladus je rod jednogodišnjeg raslinja iz porodice zvončika.. Pripada mu 26 vrsta raširenih po zapadnim Sjedinjenim Američkim Državama i sjeverozapadu Meksika.

## Vrste
1. Nemacladus australis (Munz) Morin
2. Nemacladus bellus Morin & T.J.Ayers
3. Nemacladus breviflorus (McVaugh) Morin & T.J.Ayers
4. Nemacladus calcaratus Morin
5. Nemacladus californicus (A.Gray) Morin
6. Nemacladus capillaris Greene
7. Nemacladus eastwoodiae Morin & T.J.Ayers
8. Nemacladus glanduliferus Jeps.
9. Nemacladus gracilis Eastw.
10. Nemacladus interior (Munz) G.T.Robbins
11. Nemacladus inyoensis Morin & T.J.Ayers
12. Nemacladus longiflorus A.Gray
13. Nemacladus matsonii Morin & T.J.Ayers
14. Nemacladus montanus Greene
15. Nemacladus morefieldii Morin & T.J.Ayers
16. Nemacladus orientalis (McVaugh) Morin
17. Nemacladus parikhiae Morin & T.J.Ayers
18. Nemacladus pinnatifidus Greene
19. Nemacladus ramosissimus Nutt.
20. Nemacladus richardsiae Morin & T.J.Ayers
21. Nemacladus rigidus Curran
22. Nemacladus rubescens Greene
23. Nemacladus secundiflorus G.T.Robbins
24. Nemacladus sigmoideus G.T.Robbins
25. Nemacladus tenuis (McVaugh) Morin
26. Nemacladus twisselmannii Howell

## Sinonimi
- Parishella A.Gray; Coult. Bot. Gaz. 7: 94 (1882)